# 지.아이. 제인
지.아이. 제인(G.I. Jane)은 1997년 개봉한 미국의 전쟁 드라마 영화이다. 리들리 스콧이 감독하였다.

## 줄거리
상원 군사위원회는 해군장관 후보를 인터뷰한다. 텍사스주의 릴리언 드헤이븐 상원의원은 해군이 성 중립성을 지키지 않는다고 비판한다. 막후에서 거래가 성사된다. 만약 여성들이 일련의 시험에서 남성들과 비교하여 좋은 성적을 거두면, 군은 여성들을 해군 내 모든 직책에 완전히 통합할 것이다.
첫 번째 시험은 미 해군 합동 수색팀 훈련 과정이다. 드헤이븐 상원의원은 지형학적 분석가인 조던 오닐 중위를 선택하는데, 그녀가 다른 후보들보다 신체적으로 더 여성스럽기 때문이다.
합격하려면 오닐은 후보자의 거의 60%가 탈락하는 힘든 선발 프로그램을 통과해야 하는데, 대부분은 4주차 이전에 탈락하며 3주차가 특히 집중적이다("지옥 주간"). 수수께끼 같은 사령관 수석상사 존 제임스 어가일이 훈련 프로그램을 운영하는데, 이는 거대한 선박 펜더를 해변 모래 언덕 위로 밀어 올리고, 장애물 코스를 통과하며, 상륙정을 운반하는 등 신병의 육체적, 정신적 강도를 소진시키도록 설계된 20시간 작업으로 구성된다. 오닐이 어가일보다 계급이 높음에도 불구하고, 어가일은 훈련을 담당하고 오닐은 다른 모든 사람들처럼 자신의 자리를 위해 싸워야 한다.
장애물 코스에서 30초의 "성별 표준화" 허용을 받은 오닐은 남성 훈련생과 동일한 기준을 요구한다. 수석상사는 오닐이 다른 후보들이 그녀의 등에 올라타 벽 장애물 코스를 넘을 수 있도록 돕는 것을 관찰한다. 프로그램 시작 8주차, SERE 훈련 중 플로리다주 캡티바에서 수석상사는 오닐의 손을 등 뒤로 묶고 의자에 앉힌 다음, 그녀를 잡고 문을 통해 내리꽂은 후, 바닥에서 들어 올려 다른 대원들 앞에서 그녀의 머리를 얼음물에 반복적으로 담근다. 오닐은 보복하여 움직일 수 없는 팔에도 불구하고 그에게 부상을 입히는 데 성공한다. 그렇게 함으로써 그녀는 그뿐만 아니라 다른 훈련생들로부터도 존경을 얻는다.
여성이 금방 그만둘 것이라고 확신했던 해군 지도자들은 걱정하기 시작한다. 언론은 오닐의 참여를 알게 되고, 그녀는 "G.I. 제인"과 "잔 다르크"로 알려진 유명 인사가 된다. 곧 그녀는 레즈비언이며 여성들과 어울린다는 조작된 혐의에 맞서야 한다. 오닐은 조사가 진행되는 동안 사무직을 맡게 될 것이며, 무죄가 입증되면 처음부터 훈련을 반복해야 할 것이라고 듣는다. 그녀는 사무직을 받아들이기보다는 "종을 울려 탈퇴"(프로그램에서 자발적으로 탈퇴함을 알리는 세 번 종을 울리는 행위)하기로 결정한다.
나중에 오닐이 연루되었다고 주장하는 사진 증거가 드헤이븐 상원의원 사무실에서 나왔다는 사실이 밝혀진다. 드헤이븐은 오닐이 성공하기를 전혀 의도하지 않았다. 그녀는 오닐을 협상 카드로 사용하여 고향인 텍사스주의 군사 기지 폐쇄를 막으려 했다. 오닐은 드헤이븐을 폭로하겠다고 위협하고, 드헤이븐은 혐의를 무효화하고 오닐을 프로그램에 복귀시킨다.
훈련의 마지막 단계인 작전 준비 훈련은 CRT 훈련생들의 지원이 필요한 비상 상황으로 중단된다. 상황은 리비아 사막에 떨어진 무기급 플루토늄으로 구동되는 정찰위성과 관련이 있다. 미 육군 레인저 팀이 플루토늄을 회수하기 위해 파견되지만, 이들의 철수 계획이 실패하고 훈련생들이 레인저를 돕기 위해 파견된다. 수석상사가 오닐을 보호하기 위해 리비아 병사를 쏘는 것은 리비아 순찰대와의 대결로 이어진다. 임무 중 오닐은 지형 분석가로서의 경험을 사용하여 팀의 지도를 보았을 때 수석상사가 다른 사람들이 믿는 경로가 아닌 다른 경로를 사용하여 재집결할 것임을 깨닫는다. 그녀는 또한 부상당한 수석상사를 구출하는 데 있어서 결정적인 리더십과 전략 능력을 보여주는데, 그녀와 매쿨이 폭발물이 가득한 "살상지대"에서 그를 끌어낸다. 공격 헬기가 방어병들에게 최종 공격을 가하면서 구출 임무는 성공한다.
귀환 후, 임무에 참여한 모든 인원은 CRT에 합격한다. 어가일은 오닐에게 그의 해군 십자장과 D. H. 로런스의 짧은 시 "자아 연민"이 담긴 시집을 주어 그녀의 업적을 인정하고 자신을 구해준 것에 대한 감사를 표한다.

## 출연
- 데미 무어: 조던 오닐 대위 역(주인공)
- 비고 모텐슨: 존 제임스 어게일 준위 역(선임 교관)
- 앤 밴크로프트: 드헤이븐 역(국방위원회 상원 의원)

## 한국판 성우진

### MBC (1998년 10월 4일)
- 윤소라 - 조단 오닐 중위(데미 무어)
- 이윤연 - 선임교관 존 제임스 어게일 준위(비고 모텐슨)
- 김관철 - 로이스(제이슨 베게)
- 한영숙 - 드헤이븐 의원(앤 밴크로프트)
- 김기현
- 한상혁
- 김태훈
- 김명수
- 이종혁
- 조예신
- 최원형
- 박지훈
- 김영선
- 김용준
- 송준석

### SBS (2004년 4월 25일)
- 윤성혜 - 조단 오닐 대위 (데미 무어)
- 신성호 - 선임교관 존제임스 어게일 준위 (비고 모텐슨)
- 최옥희 - 더 헤이븐 (앤 밴크로프트)
- 이근욱
- 김용식
- 장승길
- 김익태
- 이재정
- 김영훈
- 김정주
- 민응식
- 김관진
- 김소형
- 성완경
- 임채헌

## 같이 보기
- 윌 스미스의 크리스 록 폭행 사건